# Callithrix mauesi
Mico mauesi là một loài động vật có vú trong họ Cebidae, bộ Linh trưởng. Loài này được Mittermeier, M. Schwarz & Ayres miêu tả năm 1992.

## Hình ảnh

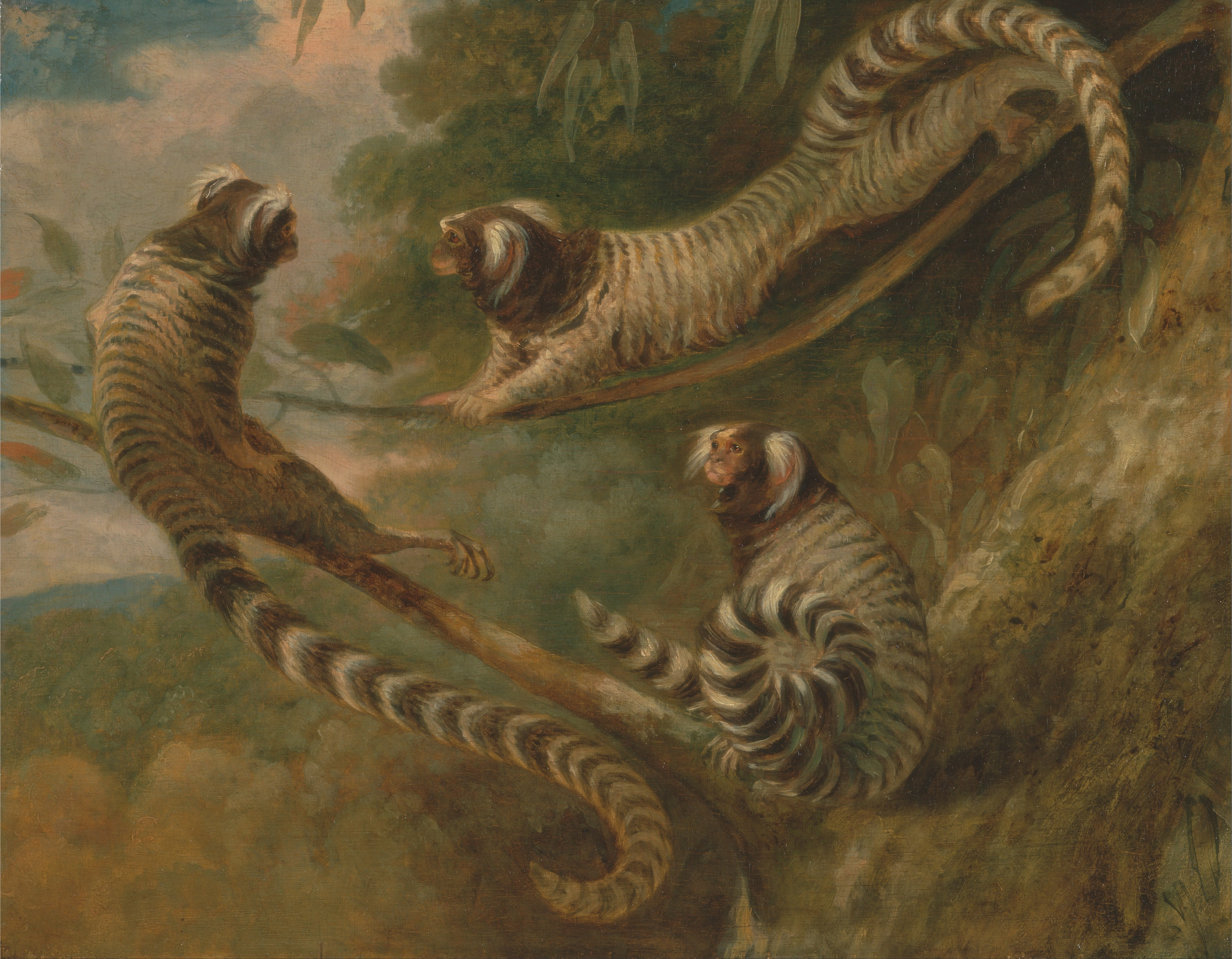